# Gozdnica
Gozdnica (do 1946 niem. Freiwaldau) – miasto w Polsce, w województwie lubuskim, w powiecie żagańskim.
Gozdnica uzyskała lokację miejską 9 maja 1556 roku, zdegradowana w 1856 roku, ponowne nadanie praw miejskich w 1.01.1967 roku.

## Położenie
Położona w pobliżu granicy z województwem dolnośląskim, 25 km na płd.-zach. od Żagania i 15 km granicy polsko-niemieckiej, przy drogach wojewódzkich: nr 300 i nr 350, pośród Borów Dolnośląskich nad Czernicą.
Gozdnica leży na historycznym Dolnym Śląsku.

## Struktura powierzchni
Według danych z roku 2002 Gozdnica ma obszar 23,97 km², w tym:
- użytki rolne: 20%
- użytki leśne: 68% (Bory Dolnośląskie)

Miasto stanowi 2,12% powierzchni powiatu.

## Historia

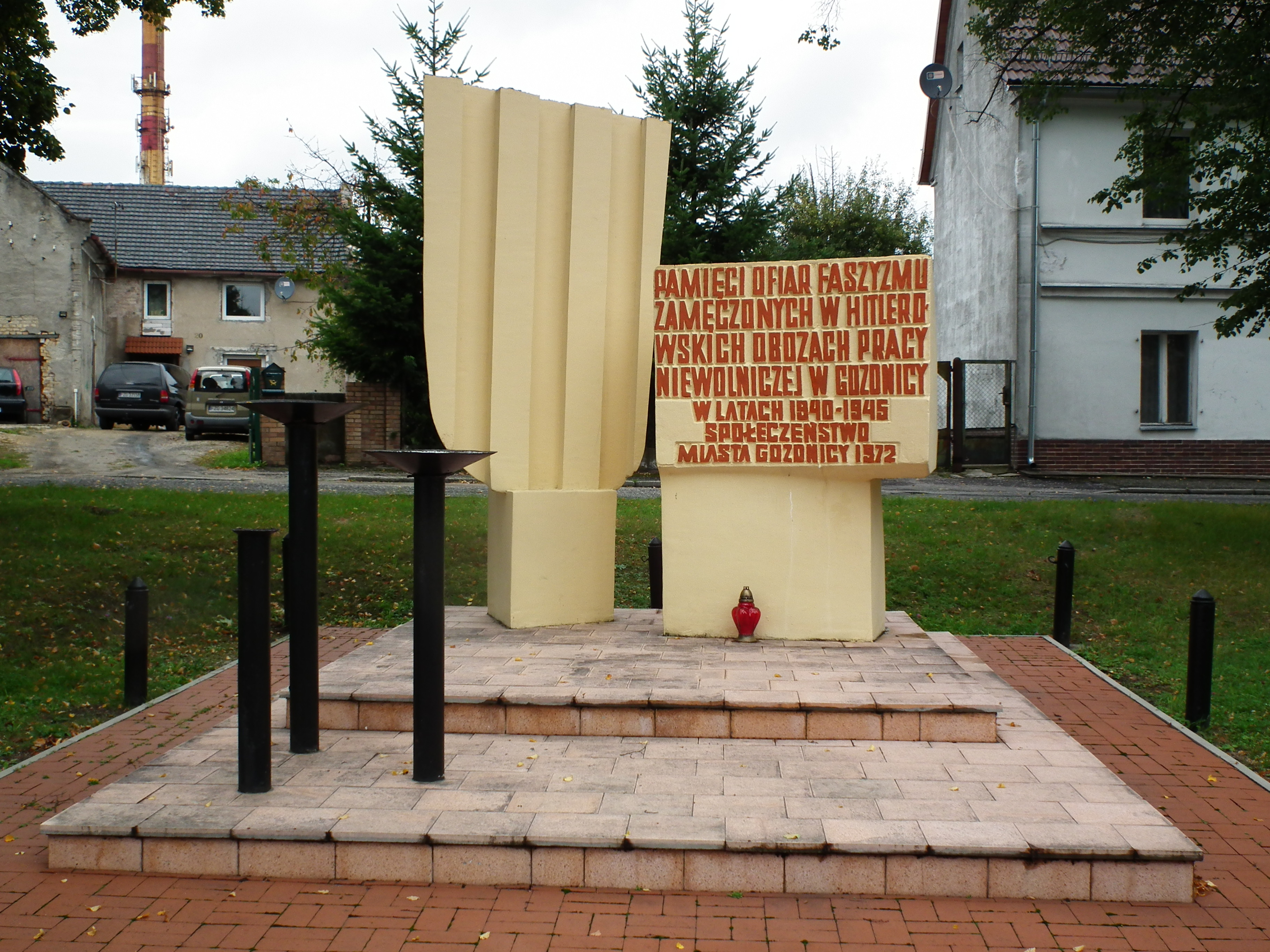
Pomnik ofiar niemieckich obozów pracy niewolniczej działających w okolicy miasta

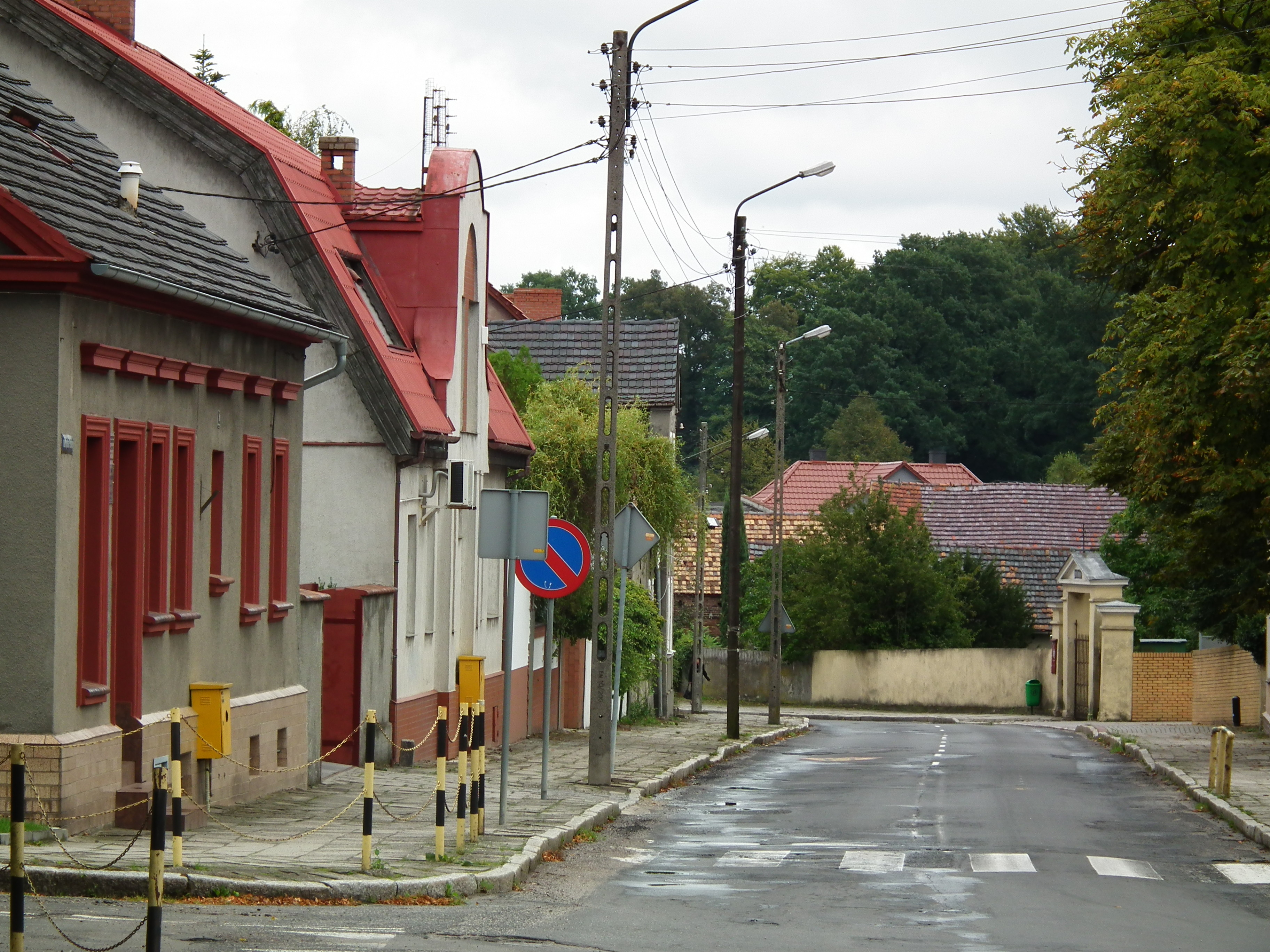
Fragment centrum miasta

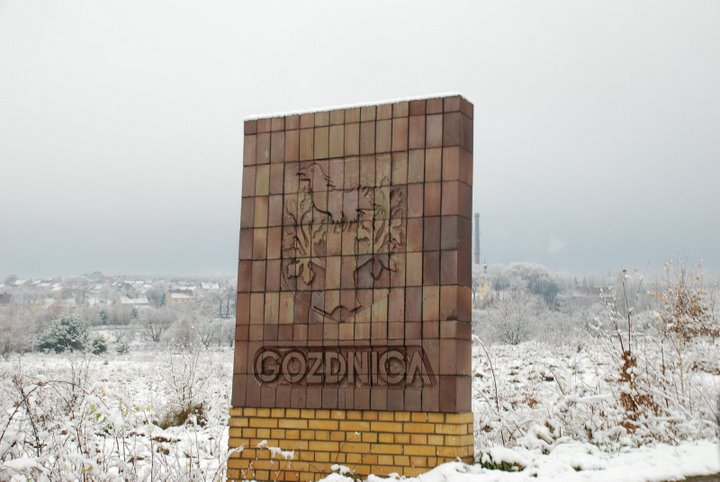
Herb Gozdnicy

W 1285 Gozdnica otrzymała prawa miejskie. W XVIII w. w osadzie wzniesiony został najstarszy zachowany kościół miasta – kościół Świętego Ducha. W 1413 jako wchodząca w skład „państwa przewoskiego“ została włączona w granice księstwa żagańskiego. W 1556 Ferdynand I Habsburg udzielił miastu przywileju odbywania dwóch jarmarków w ciągu roku. W XVII wieku miasto było niszczone przez wojny i pożary, upadło rzemiosło, w 1752 władze pruskie odebrały Gozdnicy prawa miejskie. 
W XIX w. oparciu o obfite złoża iłów wydobywanych m.in. w Kopalni „Gozdnica“ rozwinął się przemysł ceramiczny, po 1885 Gotfryd Sturm uruchomił dwie fabryki produkujące dachówki. Fabryki po II wojnie światowej funkcjonowały pod nazwą Gozdnickie Zakłady Ceramiki Budowlanej, a następnie po połączeniu z Lubskimi Zakładami Ceramiki Budowlanej w Lubsku w l. 1971–1991 jako Lubuskie Przedsiębiorstwa Ceramiki Budowlanej. 
W 1896 otwarto linię kolejową do Ruszowa. W latach 1929–1930 zbudowano kościół św. Wawrzyńca. W latach 30. na północ od miasta Luftwaffe wybudowało lotnisko. 
21 lutego 1945 do Gozdnicy wkroczyły oddziały Armii Czerwonej, zniszczeniu uległo 30% zabudowy. Następnie stacjonował tu sztab 33 Nyskiego Pułku Piechoty Wojska Polskiego. W 1967 Gozdnica otrzymała prawa miejskie. W latach 1975–1998 miasto administracyjnie należało do województwa zielonogórskiego.

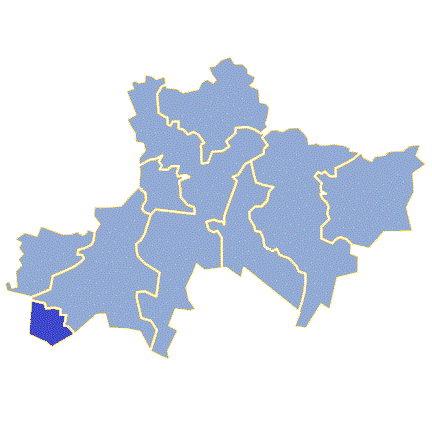
Położenie gminy na mapie powiatu

Według danych z roku 2008 miasto miało 3398 mieszkańców.
W referendum w sprawie przystąpienia Polski do Unii Europejskiej dotyczącym wejścia Polski do Unii Europejskiej w gminie zanotowano największy euroentuzjazm (92%).
W 2016 nieznacznie powiększono obszar miasta.

## Zabytki
- wieża dawnego kościoła parafialnego z 1687, świątynię zburzono w 1876, wieża spłonęła w 1900, rok później została odbudowana[10];
- ruiny młyna zbudowanego w latach 1684–1699, zniszczonego w 1989 w wyniku pożaru[10];
- kościół św. Wawrzyńca z lat 1929–1930;

## Demografia
Dane z 30 czerwca 2004:
| Opis                              | Ogółem | Ogółem | Kobiety | Kobiety | Mężczyźni | Mężczyźni |
| --------------------------------- | ------ | ------ | ------- | ------- | --------- | --------- |
| jednostka                         | osób   | %      | osób    | %       | osób      | %         |
| populacja                         | 3501   | 100    | 1818    | 51,9    | 1683      | 48,1      |
| gęstość zaludnienia (mieszk./km²) | 146,1  | 146,1  | 75,8    | 75,8    | 70,2      | 70,2      |

- Piramida wieku mieszkańców Gozdnicy w 2014 roku[13].

## Gospodarka
Ceramika materiałów budowlanych.

## Edukacja
- Szkoła Podstawowa im. Pierwszych Osadników
- Gimnazjum Publiczne im. Krzysztofa Kamila Baczyńskiego

## Sport
- Miejski Klub Sportowy „Budowlani” Gozdnica założony w 1947 roku:
  - piłka nożna – B-klasa

## Związki wyznaniowe

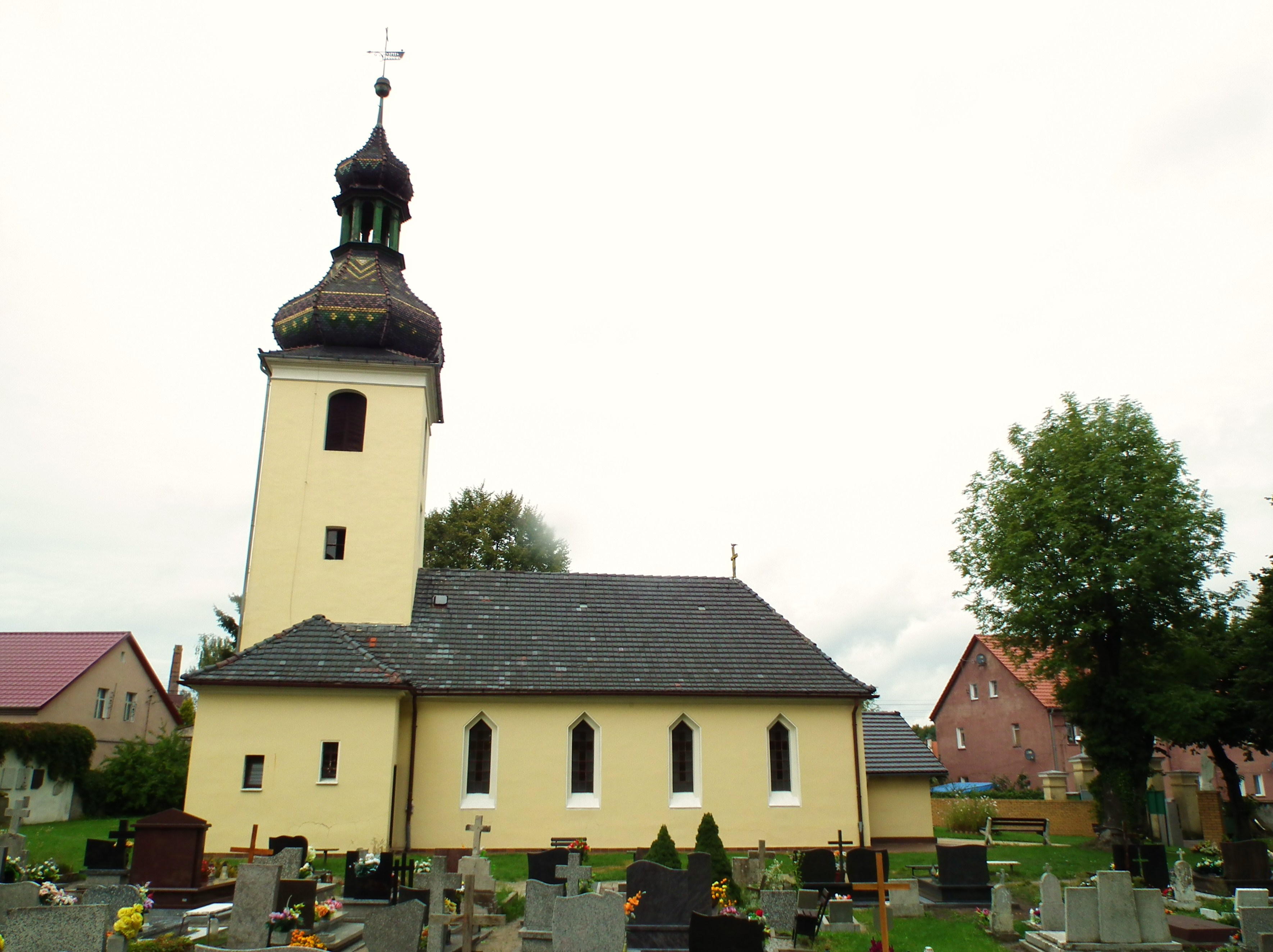
Kościół Świętego Ducha

W Gozdnicy znajdują się 2 parafie i 2 kościoły parafialne:

### Kościół rzymskokatolicki
- parafia św. Wawrzyńca w Gozdnicy

### Kościół polskokatolicki
- parafia Świętego Ducha w Gozdnicy.